# Quel che rimane
Quel che rimane (All That Remains) è un romanzo della scrittrice Patricia Cornwell pubblicato nel 1992.

## Trama
Richmond, Virginia. Un serial killer si accanisce sulle coppie di fidanzati. Quando della quinta coppia uccisa fa parte la giovanissima figlia di Pat Harvey, un'importante esponente politica, impegnata nella lotta alla droga, lo scalpore è enorme. Ma l'autore del delitto è il serial killer o c'è dietro una cospirazione politica? Kay Scarpetta indaga insieme Marino e alla giornalista Abby Turnbull, che troverà la morte dopo aver risolto il caso nel tentativo di ricavarci uno scoop. Sullo sfondo, la sua tormentata vicenda sentimentale con l'agente federale Mark James.

## Edizioni
- Patricia Cornwell, Quel che rimane, traduzione di Anna Rusconi, collana Oscar Bestsellers, Arnoldo Mondadori Editore, 1994,  pp. 336, ISBN 88-04-39072-7, ..